# 爱莲君
爱莲君（1918年—1939年），原名赵久英，女，直隶（今河北）人，中国评剧表演艺术家，评剧爱派创始人。